# 高島埠頭
高島埠頭（たかしまふとう）は、神奈川県横浜市西区にかつて存在した、横浜港の埠頭である。
1980年代以降、周辺にあった高島駅・高島ヤードや三菱重工業横浜造船所などの敷地と共にみなとみらい地区（中央地区）として再開発が行われ、現在ではオフィスビルや商業施設などの集積が進みつつある。

## 歴史・現況
山内埠頭と共に「横浜港第三期拡張工事」における内国貿易埠頭として整備された。1921年（大正10年）より高島駅・高島ヤードの海側が埋め立てられ埠頭の築造工事が着手されたが、2年後の1923年（大正12年）に起きた関東大震災により築造中の当埠頭だけでなく横浜港における既存の港湾施設も壊滅状態となり、これらの復旧工事が優先されたため完成が大幅に遅れることとなった。その後、当埠頭内において1930年（昭和5年）に一号桟橋、1933年（昭和8年）に二号桟橋が完成し、1934年（昭和9年）まで埠頭の整備が行われた。
太平洋戦争が終結した1945年（昭和20年）には横浜港の全港湾施設が連合国に接収されたが、当埠頭は1947年（昭和22年）にいち早く返還されている。他の埠頭・港湾施設も順次返還されていったものの港湾機能としては十分でなかったため、当埠頭内の北東部に三号桟橋が造られることとなり、1954年（昭和29年）に完成している。なお、「横浜港第三期拡張工事」における当初の計画では三号桟橋の北隣に四号桟橋を造る予定であったが、市営四号上屋のみの建造に留まっている。
埠頭内には高島駅から分岐する貨物支線として表高島駅が設置され、二号桟橋の市営二号上屋と三号桟橋の市営三号上屋には引込み線も敷かれていた。また、新しく造られるごとに桟橋の規模を拡大していったため、戦後に完成した三号桟橋が最も広く係船の利用も多かった。一方、東海汽船の大島航路は現在では大さん橋に寄航するが、1980年代初頭までは当埠頭の一号桟橋に寄航していた。
1980年代に入ると隣地の高島駅・高島ヤードと共に使用頻度は大きく低下しており、港湾埠頭としての役目を終えている。1983年（昭和58年）に三菱重工業横浜造船所の移転が完了すると同年には「横浜みなとみらい21」事業が着工し、当埠頭内においても1980年代の後半にかけて三本の桟橋や港湾施設の撤去・解体と海側の更なる埋め立てが実施され（三号桟橋の撤去は1988年に完了）、周辺一帯の再開発が始まった。現在ではこの時の埋め立てによって沿岸線が大きく変化しており、更にオフィスビルや商業施設などが集積する地区となっているため、かつての埠頭周辺の景色は様変わりしている。

## 埠頭・埠頭内施設の位置
埠頭は高島一丁目（旧表高島町）に位置したが、現在の住所ではみなとみらい四〜六丁目（東側一部）に該当する。また、埠頭内には三本の桟橋と一号〜四号までの上屋、その他の港湾施設などが設置されていた。埠頭の位置や当埠頭周辺における埋立範囲の移り変わりについては、「#参考文献・資料」の地図も参照。
桟橋・上屋の位置
- 一号桟橋/市営一号上屋 - 旧横浜ジャックモールイーストの東側のサンクス付近 〔MAP〕
- 二号桟橋/市営二号上屋 - 高島中央公園の南東側の高島中央公園南交差点付近 〔MAP〕
- 三号桟橋/市営三号上屋 - 臨港パーク入口交差点付近 〔MAP〕
- 市営四号上屋 - 国土交通省関東地方整備局 京浜港湾事務所の東側 〔MAP〕